# 化學工程學系
化學工程學系是大學的分系之一，一般隸屬於工學院，教授並研究化學工程學領域之知識。化學工程學系，英文名為Department of Chemical Engineering，簡稱化工系。
化學工程的基本學理是各種應用科學的基礎，所以化學工程學系的畢業生除了可以往傳統的製造業發展以外，也可以往半導體、電子科技等高科技產業發展，或是往生物、醫學等與生命有關的領域發展。

## 基礎學科
化工系的基礎學科，主要為化學、物理學和數學及相關學科，如：
- 普通化學
- 有機化學
- 分析化學
- 物理化學
- 工程數學
- 工程力學
- 高分子化學

## 專業學科
化工系的專業學科，如
- 質能平衡(或稱化工計算)
- 化學工業概論
- 儀器分析
- 化工熱力學
- 化學反應工程學，或稱化工動力學
- 程序控制
- 輸送現象
- 單元操作
- 程序設計
- 固態化學
- 陶瓷技術
- 裝置設計
- 高分子物性與加工
- 能源技術
- 環境工程概論

## 研究領域
化工系的研究領域，包括粉粒體技術、界面科學、分離技術、生物技術、程序系統工程、熱力學、反應動力學、電化學、污染防治、高分子、材料、環境工程、等工程技術。